# Île Pancha
L'île Pancha est une petite île inhabitée du golfe de Gascogne, sur la municipalité  de Ribadeo, dans la province de Lugo (Galice). Elle est reliée à la terre par un pont étroit. Su un terrain accidenté mais plat, un phare y a été construit en 1857.